# Mazandrero
Mazandrero es una localidad del municipio español de la Hermandad de Campoo de Suso, de 48 habitantes en 2024. Está a 1080 m s. n. m., apoyada en la vertiente N de la Sierra de Híjar, y dista 12 kilómetros de la capital municipal.
A su término le afecta el lote de caza mayor de la Reserva del Saja, llamado «Lote Mazandrero».

## Paisaje y naturaleza
Mazandrero se sitúa e 1.100 metros de altitud, sobre un alto desde el que se obtienen buenas panorámicas de La Joyanca y los picos de la Sierra del Híjar y del Cordel. Por la Plaza de la Fuente sale una pista en dirección a los puertos de Gulatrapa y Lagos que atraviesa las umbrías del Monte Milagro, muy poblado de hayas, abedules y grandes acebos, sostén de una numerosa fauna de montaña, con especies tan representativas como el mítico oso pardo, el lobo, el venado, el corzo o el jabalí, o rapaces como el Águila Real, el Águila Pericera, el Azor, el Milano o el Buitre Leonado, por citar solo algunos. Otra pista, tomada desde el mismo sitio pero que asciende en dirección sur, contacta con el camino de la Guerra, que discurre a casi 2.000 de altura rozando las cumbres de la Sierra de Labra, desde donde se pueden contemplar restos muy claros de antiguos glaciares en los vallejos de Cuenca Bucer y Cuenca Vitores.

## Patrimonio histórico
El casco urbano de Mazandrero forma uno de los mejores conjuntos arquitectónicos de la comarca campurriana, Se mantienen bastantes casonas barrocas que siguen el tipo habitual campurriano de fachadas muy cerradas con aperturas de pequeños vanos ocasionalmente decorados, procedidas por amplia corraliza y portalada de ingreso. Tenemos un magnífico ejemplo en la casona de los Martínez, del siglo XVII, o en las que hay en la Plaza de la Fuente, o a lo largo de la calle del Ribero.
En la plaza de los Leones se sitúa el palacio de los Obeso, construido a principios del siglo XX, en estilo regionalista montañés. Se resalta el volumen de la torre, con característico mirador entre muros cortafuegos, que se adosa a una construcción previa, similar a las otras del pueblo.
La iglesia de San Lorenzo es del siglo XVII, En el exterior destaca la sencilla torre campanario y la portada con arco de medio punto de dovelas acasetonadas, Bueno es el retablo mayor de finales del XVII, obra del artista trasmerano Juan de la Peña al que no obstante le faltan los relieves y la escultura original que desaparecieron en la Guerra Civil. Los retablos laterales, son del XVIII, de estilo más barroquista, y en ellos se ve la mano del tracista campurriano Manuel García Bayllo.
- Datos: Q6007810